# Radomír Šimůnek sr.
Pour les articles homonymes, voir Radomír Šimůnek.
Radomír Šimůnek sr. (8 avril 1962 à Pilsen – 10 août 2010 à Kamenice) est un cyclo-crossman tchèque. Il a remporté le championnat du monde amateur en 1983 et 1984, et professionnel en 1991. Il a également remporté trois fois le Superprestige, le championnat de Tchécoslovaquie trois fois également et le championnat tchèque à quatre reprises. Son fils, également prénommé Radomír, est un coureur de cyclo-cross, passé professionnel en 2005.

## Biographie
Il est mort le 10 août 2010  des suites d'une longue maladie.

## Palmarès
| Épreuve / Édition | Championnat du monde | Coupe du monde | Superprestige | Championnat de Tchécoslovaquie | Championnat de République tchèque |
| 1979/1980 (jun.)  | Or                   |                |               |                                |                                   |
| 1980/1981 (am.)   |                      |                |               | 4e                             |                                   |
| 1981/1982 (am.)   | Argent               |                |               |                                |                                   |
| 1982/1983 (am.)   | Or                   |                |               | 3e                             |                                   |
| 1983/1984 (am.)   | Or                   |                |               | 1er                            |                                   |
| 1984/1985 (am.)   | 5e                   |                | 5e            |                                |                                   |
| 1987/1988 (am.)   |                      |                |               | 2e                             |                                   |
| 1988/1989 (am.)   | Argent               |                |               |                                |                                   |
| 1989/1990         | 7e                   |                |               |                                |                                   |
| 1990/1991         | Or                   |                | 1er           | 1er                            |                                   |
| 1991/1992         | 5e                   |                | 1er           | 1er                            |                                   |
| 1992/1993         |                      |                |               |                                |                                   |
| 1993/1994         | 9e                   |                |               |                                | 1er                               |
| 1994/1995         | 13e                  | 3e             | 1er           |                                | 1er                               |
| 1995/1996         | 11e                  | 9e             | 8e            |                                | 3e                                |
| 1996/1997         | 12e                  |                | 7e            |                                | 1er                               |
| 1997/1998         | 5e                   | 6e             | 6e            |                                | 1er                               |
| 1998/1999         | 7e                   | 7e             | 8e            |                                | 3e                                |
| 1999/2000         | 13e                  |                |               |                                | 2e                                |
| 2000/2001         | 15e                  |                |               |                                | 4e                                |
| 2001/2002         |                      |                |               |                                | 6e                                |

## Récompenses
- Cycliste tchécoslovaque de l'année : 1983, 1984 et 1991